# Milan Dolinský
Milan Dolinský (Brunovce, 14 luglio 1935) è un ex calciatore cecoslovacco, di ruolo attaccante.

## Palmarès

### Club

#### Competizioni nazionali
- Campionato cecoslovacco: 1

Inter Bratislava: 1958-1959

#### Competizioni internazionali
- Coppa Piano Karl Rappan: 2

Inter Bratislava: 1962-1963, 1963-1964

### Individuale
- Capocannoniere della Coppa Mitropa: 1

1961 (7 gol) a pari merito con Viliam Hrnčár 